# Акой (Карагандинская область)
Акой (каз. Ақой, до 2002 г. — Просторное) — село в Шетском районе Карагандинской области Казахстана. Административный центр и единственный населённый пункт Акойского сельского округа. Код КАТО — 356479100.

## Население
В 1999 году население села составляло 972 человека (520 мужчин и 452 женщины). По данным переписи 2009 года, в селе проживало 715 человек (370 мужчин и 345 женщин).